# Țesut conjunctiv

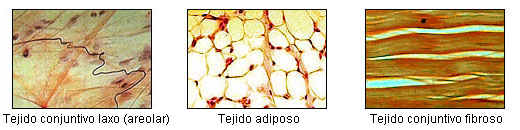
Țesuturi conjunctive: lax, adipos și fibros

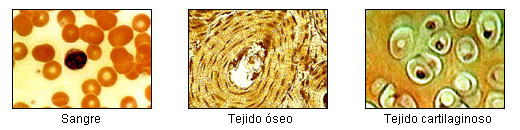
Țesuturi conjunctive: sânge, osos, cartilaginos

Țesutul conjunctiv este un tip de țesut animal, format din celule distanțate, între care se află fibre și un material numit substanță fundamentală, asigurând conexiunea dintre celule, țesuturi sau organe. Fibrele pot fi de colagen, elastină sau reticulină. 

## Clasificare
După consistența substanței fundamentale ele pot fi: moi, semidure (țesut cartilaginos sau cartilaje), dure (țesut osos sau oase) și fluid (sânge). 

### Țesuturile conjunctive moi
Au structuri diferite și îndeplinesc o varietate de funcții: leagă între ele diferite părți ale organelor, hrănesc alte țesuturi, oferă protecție mecanică, depozitează grăsimi, produc elementele figurate ale sângelui, au rol în imunitate etc.  Țesuturile conjunctive moi au cele trei componente în diferite proporții:
- în țesutul lax componentele sunt în proporții aproximativ egale; conține nervi și multe vase, hrănind și însoțind alte țesuturi, cum ar fi cel epitelial.
- țesutul fibros, datorită numeroaselor fibre de colagen, are o rezistență mecanică deosebită.
- țesutul elastic posedă multe fibre elastice.
- țesutul adipos conține celule care acumulează grăsimi de rezervă.
- țesutul reticular are o rețea de fibre fine între celule care, prin nenumărate diviziuni, produc elementele figurate ale sângelui.

### Țesutul conjunctiv semidur
Formează cartilajele. Acestea nu au vase de sânge. 
- țesutul cartilaginos hialin este situat la suprafețele articulare ale oaselor, peretele laringelui și traheei și cartilaje costale. Are un aspect translucid, albicios și elasticitate redusă. Conține fibre puține și foarte fine.
- țesutul cartilaginos elastic este bogat în fibre elastice. Este prezent în pavilionul urechii.
- țesutul cartilaginos fibros are puține celule și este bogat în fibre care îi dau o rezistență deosebită. Se întâlnește în discurile dintre vertebre și în articulații.

### Țesutul conjunctiv dur
Are în substanța fundamentală o proteină oseină impregnată cu săruri minerale.
Țesutul osos este format din lamelele osoase dispuse în două moduri:
- în țesutul osos compact au dispoziție concentrică, în jurul unor canale microscopice prevăzute cu vase și nervi. Acest țesut se află în partea centrală a oaselor lungi și la periferia oaselor late și scurte.
- în țesutul osos spongios se întretaie, lăsând între ele niște spații, de unde vine aspectul spongios (buretos). Acest țesut se află la extremitățile oaselor lungi și în centrul oaselor late și scurte.

### Țesutul conjunctiv fluid
Este de fapt sângele, în care plasma constituie substanța fundamentală, iar elementele figurate - globule roșii (hematii sau eritrocite), globule albe (leucocite) și trombocite (pachete sanguine). 